# Olival (Vila Nova de Gaia)
Olival ist ein Ort und eine ehemalige Gemeinde (Freguesia) im Nordwesten Portugals.
Olival gehört zum Kreis Vila Nova de Gaia im Distrikt Porto. Die Gemeinde hatte eine Fläche von 8,1 km² und 5800 Einwohner (Stand 30. Juni 2011). Der Ort wurde am 19. April 2001 zur Vila erhoben.
Am 29. September 2013 wurden die Gemeinden Olival, Lever, Crestuma und Sandim zur neuen Gemeinde União das Freguesias de Sandim, Olival, Lever e Crestuma zusammengeschlossen.